# Leofwine Godwinson
Leofwine Godwinson (* 1035; † 14. Oktober 1066 in England bei der Schlacht von Hastings) war ein englischer Heerführer. Er war Sohn des Earl Godwin Wulfnothson von Wessex und Bruder des kurzzeitigen englischen Königs Harold Godwinson. Er war unter anderem Earl of Kent.

## Leben
Leofwine entstammte der mächtigsten Adelsfamilie des angelsächsischen Englands. Er starb in einer frühen Phase der Schlacht bei Hastings, in der er die linke Flanke des englischen Heeres führte.